# SAM (ダンサー)
SAM（サム、本名: 丸山 正温〈まるやま まさはる〉、1962年〈昭和37年〉1月13日 - ）は、日本のダンサーで、音楽グループ・TRFのメンバーである。埼玉県さいたま市岩槻区出身。

## 来歴・人物

### 名前の由来
"SAM"の由来は、本名の"MASAHARU"の頭3文字を逆から読んだという説と、本人が寒がりでよく「寒い、寒い」と言っていたことから付けられたという説がある。2007年2月7日放送の『マチャミの名曲100選』（日本テレビ）で、家出していた時に住み込みで働いていたディスコで、寒がりだったため"SAM"という名前をつけられた、と述べた。2023年4月2日放送、TBS系列「ベスコングルメ」でSAMが働いていた埼玉県・大宮南銀座商店街のディスコに訪問。16歳ごろ革ジャンとTシャツだけで家出してそのディスコで雇ってもらったという。当時そのディスコでクリスマスパーティーを開催していたのだが、その中で全員にあだ名を付けるコーナーがあって、冬の時期、革ジャンとTシャツだけで過ごしていたのでいつも「寒い寒い」と言っていたから、「おまえサムな」とあだ名を付けられた。アーティストデビューするときSAMにしたらかっこよかったので採用したと本人が当時を振り返った。

### 人柄
獨協中学校、獨協高等学校卒業。身長176cm。血液型B型。

### 年表
- 19歳で「全国フラッシュダンスコンテスト」で優勝後、単身ニューヨークへ。ダンスの基礎を学ぶと共にニューヨークのストリートダンスに触れる。
- 1982年、4人組男性グループ「チャンプ」で歌手デビュー後、1984年に「リフラフ」に改名し再デビュー[注釈 2]。この時既に“Sam”の名前を使用していた。
- 1992年、小室哲哉のプロジェクト『TRF』に参加。ライブにおいては振付はもちろん 舞台設計・照明・効果など 重要なポジションを担当する。

また活動はTRF のみに限らず、V6や安室奈美恵・BoAなどの振付・ライブプロデュースなども行なっている。小室と知り合うまでは小室の電子楽器を使った音楽を「ピコピコ」（初期のビデオゲーム機の操作音・BGMの擬音）とややバカにするニュアンスで呼んでいたことを本人も認めている。
- 1997年、野猿の振り付けを担当。同年10月、安室奈美恵と結婚[2]。
- 1998年5月、第1子となる男児が誕生[3]。
- 1999年、長男とともに厚生省の「育児をしない男を、父とは呼ばない。」のCM及びポスターに起用[4]
- 2000年、宝塚歌劇団宙組公演「ミレニアム・チャレンジャー！」の、“辰の刻”のシーンの振付を担当。
- 2002年7月、安室と離婚[2]。
- 2004年6月、SAM 主宰のダンススクール『SOUL AND MOTION DANCE STUDIO』をオープン。

SAM がアマチュア時代に所属していたダンスチーム「Be-Bop Crew」は、岡村隆史が所属していたチーム「Angel Dust Breakers」とライバル関係にあったので、岡村とは旧知の仲である。
- 2007年、SAM プロデュースブランド『TEAM-STR [5]』をオープン。

4月より、尚美学園大学総合政策学部ライフマネジメント学科 客員教授、日本工学院専門学校ミュージックカレッジ ダンスパフォーマンス科トータルプロデューサーに就任。
- 2008年、埼玉西武ライオンズのチアリーディングチーム「Blue Winds」に振り付けをし、「SAM TIME」として5回裏終了後に披露[6]。同年、東方神起のダンス・ライブプロデュースを担当。
- 羅志祥 (SHOW Luo／ショウ・ルオ)の芸名の名付け親でもある。彼の元々の英語名はAlanであったが、日本でTRFのサムのダンスレッスンを受けたとき「祥（しょう）」と呼ばれていたので「魅せる」と言う意味との掛け言葉でShowに変更した。
- 2012年、CafeSta開局1周年記念「12時間ぶっ続けまるナマ自民党」に菅原一秀の昔のダンス仲間として出演。
- 2014年、20代の一般女性と再婚し、同年末に女児が誕生した[7]。
- 2022年９月、DJ KOOとともに、京都府京丹後市「いきいき健康長寿応援大使」に就任[8]。
- 2024年8月30日には、DJ KOOと結成したJ-RAPユニット『B.O.C』としてデビュー。ユニット名は「BEEF OR CHICKEN?」の略で、SAMとDJ KOOがTRFとしてデビューする前、海外へ向かう旅客機で毎回乗務員から「BEEF OR CHICKEN?」と訪ねられていた事が由来。ハングリー精神に溢れた当時の自分達を思い返す言葉として、初心に戻り新しいチャレンジを始めようという気持ちを込めたユニット名とした[9]。同日にリリースしたデビュー曲「NARIYAMA NIGHT」には、フィーチャリング・アーティストとして呂布カルマ、作曲・編曲として小室哲哉、リリック（作詞）としてDJ CHARI、Ry-laxが参加している[10]。

## 家族・親族
丸山家
埼玉県さいたま市岩槻区の丸山家の初代龍八は勝浦藩所属の武士だったが、大岡という殿様（藩主忠光は大岡忠相の親戚）が移封（いほう）してきて、勝浦から龍八が呼ばれて岩槻に来て丸山家が始まった。明治から代々医者の家系で、父は産婦人科医でさいたま市岩槻区の｢丸山記念総合病院｣の創設者の一人・丸山正義（1998年6月17日・69歳で死去。晩年はサムパパの愛称でメディア出演を行っていた）。現在は叔父・兄などが運営に当たっている。国会議員の古川俊治は従弟にあたる。

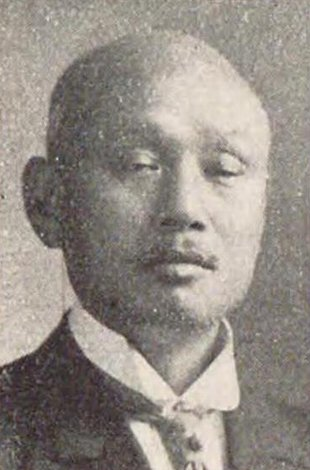
曽祖父・丸山五郎

- 高祖父・吉正（旧岩槻藩士、御徒目付） - 藩士の監督とか、不正を働かないように目をつける仕事をしていた[11]。
- 曽祖父・五郎（1872年 - 1963年、医師、衆議院議員）[12] - 埼玉県士族・横田半十郎の二男で、丸山吉正の養子[12]。岩槻に丸山医院を開業[11]。
- 祖父・正[11]
- 父・正義（産婦人科医）[11]
- 兄（歯科医）[11]
- 弟（産婦人科医、整形外科医）[11]

親戚
- 従兄弟・古川俊治（参議院議員）

## 出演

### テレビ番組
- DANCE DANCE DANCE　（フジテレビ、1990年）
- 熱中ホビー百科　（NHK教育）
- RAVE 2001　（テレビ東京）
- EZ DO DANCE　（東京メトロポリタンテレビジョン、2006年）
- テレビスポーツ教室 ダンス 1（2014年2月23日、NHK Eテレ） - 講師
- マツコの知らない世界 サイの世界（2017年4月25日、TBS）
- ひるまえほっと　(2022年8月29日、NHK総合)

### 映画
- パリピ孔明 THE MOVIE（2025年4月25日） - 浦間 役[13]